# Tucurú
Tucurú. o anche San Miguel Tucurú, è un comune del Guatemala facente parte del dipartimento di Alta Verapaz.